# Günther Habermann
Günther Habermann (* 23. Februar 1950) ist ein ehemaliger deutscher Fußballschiedsrichter.
Der aus dem thüringischen Weißensee stammende gelernte Elektromechaniker, dessen Schiedsrichterkarriere 1968 begann, leitete zwischen 1975 und 1990 118 Begegnungen der DDR-Oberliga und zwischen 1991 und 1996 insgesamt 51 Begegnungen der Fußball-Bundesliga sowie 22 Zweitligapartien. Als FIFA-Schiedsrichter standen zwischen 1985 und 1991 insgesamt vier A-Länderspiele und vier Europacupspiele unter seiner Leitung.
In die Fußballannalen ging Habermann wegen eines verhängten Foulelfmeters am 13. April 1995 im Bundesligaspiel Borussia Dortmund gegen den Karlsruher SC ein. Das vermeintliche Foul an Andreas Möller beim Stande von 0:1 begründete den Ruf des Nationalspielers als „Schwalben-Möller“. Möller war der erste Spieler, der vom DFB wegen einer Schwalbe nachträglich gesperrt und mit einer Geldstrafe belegt wurde.